# Selma Koegler
Selma Koegler is een Nederlandse politica van de VVD.
Van 2006 tot 2011 was zij wethouder van de gemeente Veldhoven.
Na de gemeenteraadsverkiezingen van 2006 werd in Veldhoven een coalitie gevormd van Veldhoven Samen Anders, PvdA en VVD. Hierbij werd Koegler benoemd als wethouder voor de VVD. Haar portefeuille bestond uit economische zaken, sociale zaken, onderwijs, sport en cultuur.
Op 25 september 2007 moest zij vanwege gezondheidsredenen haar functie neerleggen en werd ze tijdelijk vervangen door wethouder Jan Dierckx.
Nadat Koegler hersteld was werd ze op 1 juli 2008 weer benoemd tot wethouder.
Na de gemeenteraadsverkiezingen van 2010 vormde de Veldhovense VVD een coalitie met VSA en CDA. Hierbij werd Koegler opnieuw benoemd tot wethouder, ditmaal met de portefeuille economie, recreatie, toerisme, onderwijs, sport, kunst en cultuur.
Ontevreden over de trage besluitvorming rond de twee multifunctionele accommodaties in Veldhoven legde ze op 10 mei 2011 haar functie als wethouder neer. Ze werd opgevolgd door Maarten Prinsen.